# 44Y busz (Debrecen)
A debreceni 44Y busz a Nagyállomás és a Kerekestelep között közlekedik. A 44-es buszhoz hasonlóan a Nagyállomásról indul, azonban az Ozmán utca helyett, a Kerekestelepre érkezik.

## Útvonala
| Kerekestelep felé                                                                                  | Nagyállomás felé |
| -------------------------------------------------------------------------------------------------- | --- |
| - Nagyállomás - Homokkerti felüljáró - Mikepércsi út - Hun utca - Szávay Gyula utca - Kerekestelep | - Kerekestelep - Szávay Gyula utca - Hun utca - Mikepércsi út - Homokkerti felüljáró - Wesselényi utca - Nagyállomás |

## Megállóhelyei
| 44Y (Nagyállomás - Kerekestelep) |                 |          |                                                                                      |
| sz.                              | Megálló         | menteidő | Átszállás                                                                            |
| 0                                | Nagyállomás     | 0        | 10, 10A, 10Y, 16, 18, 18Y, 21, 31, 32, 34, 35, 35E, 36, 36E, 39, 42, 43, 44, 45, 45H |
| 1                                | Debreceni erőmű | 2        | 44                                                                                   |
| 2                                | Leningen utca   | 4        | 44                                                                                   |
| 3                                | Bulgár utca     | 6        | 44                                                                                   |
| 4                                | Hun utca        | 8        | 44                                                                                   |
| 5                                | Kerekestelep    | 10       |                                                                                      |